# Arisaema enneaphyllum
Arisaema enneaphyllum är en kallaväxtart som beskrevs av Ferdinand von Hochstetter och Achille Richard. Arisaema enneaphyllum ingår i släktet Arisaema och familjen kallaväxter. Inga underarter finns listade.